# Евстохије, Гај, Пров, Лолије и Урбан
Свети мученици Евстохије, Гај и други са њима су хришћански светитељи. Евстохије је био жрец за време владавине цара Максимијана (286 - 310). Када је видео јунаштво хришћанских мученика, одбацио је многобоштво и крстио се. Крстио га је епископ антиохијски Евдоксије и рукоположио га у чин презвитера. После тога Евстохије је постепено превео целу своју родбину у хришћанство. Његов сродник Гај крстио се заједно са три отрока: Провом, Лолијем и Урбаном. Сви они су изведени пред суд за време гоњења хришћана под Максимијаном, мучени и посечени због вере у Исуса Христа. Пострадали су у граду Листри. 
Српска православна црква слави их 23. јуна по црквеном, а 6. јула по грегоријанском календару.